# Walter Zimmermann (Jurist)

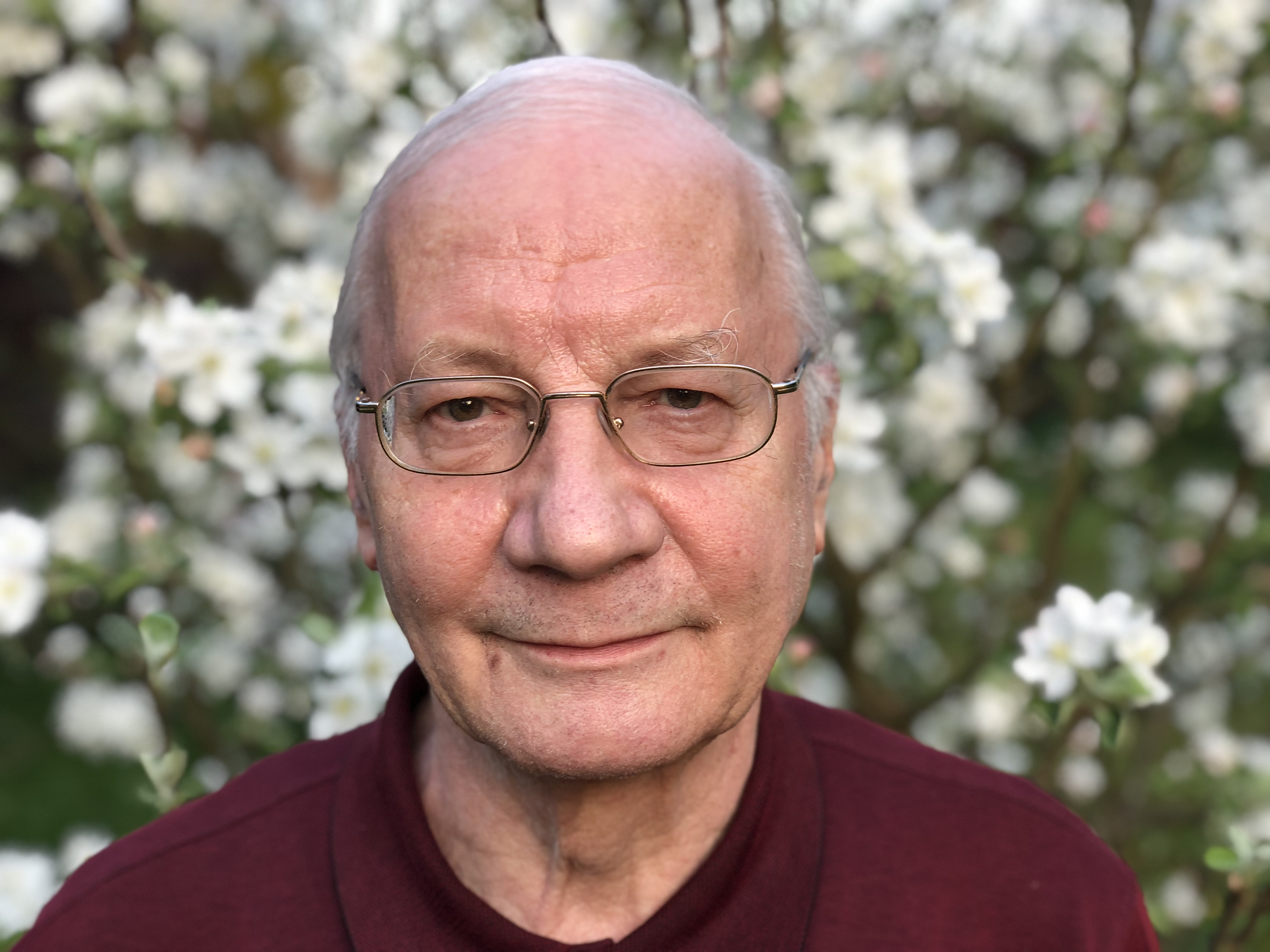
Walter Zimmermann (2018)

Walter Zimmermann (* 9. April 1941 in Passau) ist ein deutscher Jurist. Er war unter anderem Richter am Landgericht Passau, tätig in der Juristenausbildung und Verfasser juristischer Fachveröffentlichungen.

## Leben
Nach dem Abitur an der Oberrealschule Passau studierte Zimmermann von 1960 bis 1964 Rechtswissenschaften an der Ludwig-Maximilians-Universität München und legte dort 1965 das Referendarexamen ab. Seine Referendarzeit verbrachte er von 1965 bis 1968 in Passau, Landshut und Regensburg. 1966 promovierte Zimmermann über Die aktive Parteifähigkeit der nichtrechtsfähigen Verbände im Zivilprozeß an der Universität München bei Rolf Dietz. Von 1966 bis 1968 war er als OLG-bestellter Vertreter bei einem Passauer Rechtsanwalt tätig. Anschließend war Zimmermann Gerichtsassessor (ab 1968), Staatsanwalt (1970) und Landgerichtsrat (ab 1971) am Landgericht Passau. 1979 wurde er Richter am Oberlandesgericht München, 1983 Vorsitzender Richter am Landgericht Passau und 1993 Vizepräsident des Landgerichts Passau.
Neben seiner Juristenlaufbahn war Zimmermann in der Juristenausbildung und Anwaltsfortbildung tätig. Von 1972 bis 2000 war er Leiter von Referendar-Arbeitsgemeinschaften (davon 8 Jahre hauptamtlich). Von 1979 bis 2009 war er Prüfer für die Erste Juristische Staatsprüfung. Seit 1979 ist er Lehrbeauftragter an den Universitäten Regensburg und Passau. Zimmermann wurde 1992 zum Honorarprofessor an der Universität Regensburg ernannt. Er ist außerdem seit 2003 Ehrenmitglied der Juristischen Fakultät der Universität Passau. 2015 wurde ihm von der Arbeitsgemeinschaft Testamentsvollstreckung und Vermögenssorge e.V (AGT) der „AGT-Preis für hervorragende wissenschaftliche Leistungen auf dem Gebiet der Testamentsvollstreckung“ verliehen. 2016 wurde ihm von der juristischen Fakultät der Universität Passau die Ehrendoktorwürde verliehen.
Die ca. 450 Veröffentlichungen von Zimmermann befassen sich mit Erbrecht, Zivilprozessrecht, Freiwillige Gerichtsbarkeit, Betreuungsrecht, Pflegschaftsrecht, öffentlich-rechtlichem Unterbringungsrecht, Kosten und Insolvenzrecht. Es handelt sich um Bücher, Aufsätze, Urteilsanmerkungen und Buchbesprechungen.
Seit Mai 2006 ist Zimmermann in Ruhestand und lebt in Passau.

## Publikationen in Buchform
- Die aktive Parteifähigkeit der nichtrechtsfähigen Verbände im Zivilprozeß, 1966 (Dissertation).
- Konkurs, Vergleichsverfahren, Zwangsversteigerungsgesetz, 1986.
- Das Thüringer PsychKG, Praxiskommentar, 1994.
- Konkurs, Gesamtvollstreckungsordnung, 2. Auflage 1995.
- Freiwillige Gerichtsbarkeit (Grundriß), 1996.
- Festschrift für Egon Schneider, 1997 (als Mitautor).
- Soergel: BGB, Kommentar, Band 20: Vormundschaft, Betreuung, Pflegschaft, 13. Auflage 2001 (als Mitautor).
- Soergel: BGB, Kommentar, Band 23: Erbschein, 13. Auflage 2002 (als Mitautor).
- Unterbringungsgesetz Baden-Württemberg, Kommentar, 2003.
- Festschrift für Hans-Joachim Musielak, 2004 (als Mitautor).
- Praktikum der Freiwilligen Gerichtsbarkeit, 6. Auflage 2004.
- Hoppenz: Familiensachen, Kommentar, 2005 (als Mitautor).
- Festschrift für Dieter Schwab, 2005 (als Mitautor).
- Festschrift für Werner Bienwald, 2006 (als Mitautor).
- Schmitz u. a.: Die Station in Zivilsachen, 6. Auflage 2006 (als Mitautor).
- Festschrift für Jürgen Damrau, 2007 (als Mitautor).
- Die Vergütung des Anwalts als Betreuer, Vormund, Vorsorgebevollmächtigter, Nachlasspfleger, Nachlassverwalter, Testamentsvollstrecker, Insolvenzverwalter, 2007.
- Das Recht des Schuldners, 3. Auflage 2008.
- Erbschein, Erbscheinsverfahren, Europäisches Nachlasszeugnis, 4. Auflage 2022.
- Ratgeber Erbengemeinschaft, 2008.
- Das neue FamFG, 2009.
- Festschrift für Notar Dr. Spiegelberger zum 70. Geburtstag, 2009 (Mitautor).
- Groll: Praxishandbuch der Erbrechtsberatung, 3. Auflage 2009 (Mitautor).
- JBeitrO, Kommentar, Beck-Online.
- Vorsorgevollmacht, Betreuungsverfügung, Patientenverfügung, Ehegatennotvertretungsrecht, 4. Auflage 2023.
- Rechtsfragen bei einem Todesfall. 7. Auflage 2015.
- Damrau/Zimmermann: Betreuungsrecht, Kommentar, 4. Auflage 2011.
- ZPO-Kommentar, 10. Auflage 2015.
- Verlust der Erbschaft, 2. Auflage 2011.
- FamFG, 2. Auflage, 2011.
- Dodegge/Zimmermann: PsychKG NRW, 4. Auflage 2018.
- Klage, Gutachten und Urteil, 21. Auflage 2019.
- Betreuung und Erbrecht, 3. Auflage 2023.
- Seitz/Büchel: Beck'sches Richterhandbuch, 3. Auflage 2012 (Mitautor).
- Grundriss des Insolvenzrechts, 11. Auflage 2018.
- Prozess- und Beratungskostenhilfe, 6. Auflage 2021.
- Erbrechtliche Nebengesetze, 2. Auflage 2017 (Herausgeber und Mitautor).
- Erbrecht, Lehrbuch, 5. Auflage 2019.
- Meine Rechte als Betreuer und Betreuter, 6. Auflage 2023.
- Münchener Kommentar zum FamFG, §§ 86-96a, 410-414 FamFG, 3. Auflage 2018/2019.
- Münchener Kommentar zur ZPO, Band 2, (Kommentierung Augenschein, Sachverständige), 5. Auflage 2016.
- Münchener Kommentar zur ZPO, Band 3, (Kommentierung des GVG), 5. Auflage 2017.
- Münchener Kommentar zum BGB, Band 11, (Kommentierung der Testamentsvollstreckung), 9. Auflage 2022.
- Klinger: Münchener Prozessformularbuch, Band 4 Erbrecht, 4. Auflage 2018 (Mitautor).
- Die Nachlasspflegschaft, 6. Auflage 2023.
- GNotKG, Das neue Kostenrecht für Gerichte und Notare, 2013.
- Renner/Otto/Heinze: Leipziger Gerichts- und Notarkostenkommentar (GNotKG) (Kommentierung der Gerichtskosten des Nachlassverfahrens), 3. Auflage, 2021.
- Ratgeber Betreuungsrecht, 11. Auflage 2020.
- Keidel (Sternal): FamFG (Kommentierung des Nachlassverfahrens), 21. Auflage 2023.
- Binz/Dörndorfer/Petzold/Zimmermann: GKG, Kommentar, 5. Auflage 2021.
- Betreuungsrecht von A bis Z, 5. Auflage 2014
- Die Testamentsvollstreckung, 6. Auflage 2023.
- Bayerisches Unterbringungsgesetz, 4. Auflage 2015.
- ZPO-Fallrepetitorium, 12. Auflage 2022.
- Gesetz über Hilfen und Schutzmaßnahmen bei psychischen Krankheiten (PsychKHG Baden-Württemberg), 2017.
- Das Europäische Nachlasszeugnis für Nachlasspfleger, Rpfleger 2017/2
- Die Testamentsvollstreckung über den Nachlass von Immanuel Kant, ErbR 2017, 649
- Testamente und Erbstreitigkeiten: Von Kriemhild bis Cornelius Gurlitt, 2018.
- Goethes Testamentsvollstrecker, ErbR 2019, 745.
- Das Privatfürstenrecht, RPflStud 2020, 165.
- Ist das erbrechtliche Schiedsgericht zweckmäßig? ErbR 2021, 181.
- Der superbefreite Testamentsvollstrecker, ZEV 2021, 141 und 222.
- Nachrichtenlose Bankkonten im Nachlass, ErbR 2021, 828.
- Der Betreuer als Erbe des Betreuten, ErbR 2021.
- Das Schiedsgericht in der Praxis, ZAP 2023, 851.
- Die Erbeinsetzung auf Einzelgegenstände, ZErb 2024, 41.
- Die Kontrolle des Testamentsvollstreckers durch den Erben, ZEV 2024, 68.
- Prüfungsfragen zum Erbscheinsverfahren, RPflStud 2024, 1.
- Probleme der Neuen Rheinischen Tabelle, ErbR 2024, 250.
- Das Ehegattennotvertretungsrecht, RPflStud 2024, 88.
- Die Sicherung der Grabpflege, ZEV 2024, 444.